# Mohamed Boudrika
 (novembre 2020).
Mohamed Boudrika, (en arabe : محمد بودريقة) né le 29 août 1983 à Casablanca est un ancien homme d'affaires marocain, homme politique, dirigeant de football et président du Raja Club Athletic.
Entre 2012 à 2016, il occupe la fonction de président du Raja Club Athletic. Il est aussi ancien membre du comité de direction de la Fédération Royale Marocaine de Football (FRMF).

## Biographie

### Origines et études
Il est né dans le quartier populaire de Drissia à Casablanca. Titulaire d'un baccalauréat, il abandonne les études et se consacre au groupe immobilier familial.

### Président du Raja CA
Supporter de longue date du Raja Club Athletic et ancien joueur des juniors du club, il prend les rênes du Club comme président à partir de 2012 après une première tentative manquée en 2010.
Âgé de 28 ans au moment de son élection, il fait partie des plus jeunes présidents d’un club de football  au monde, et le plus jeune président et adhérent de l'histoire du Raja. Depuis, Boudrika a fait du chemin, dès sa première saison, il remporte le doublé du championnat et la coupe, une deuxième fois pour les verts depuis 1996, et surtout, une qualification à la Coupe du monde des clubs, disputée au Maroc. Un exploit qui a fait briller le club au-delà du continent après avoir occupé la deuxième place au classement final derrière le Bayern de Munich sur la pelouse du Grand Stade de Marrakech.
En 2013, il est décoré par le roi du Maroc après le succès du Raja qui arrive en finale de la Coupe du monde des clubs face au Bayern Munich.
En 2014, il devient vice-président de la Fédération royale marocaine de football.
Lors d'un match du Raja contre le Maghreb de Fès, il se rend au virage « Curva-sud Magana », lieu où sont installés les ultras du Raja, où il fait monter un tifo avec les supporters. Mohamed Boudrika améliore grandement la réputation du club à l'échelle mondiale, grâce aux nombreux titres gagnés et surtout au parcours international des verts à la Coupe du monde des clubs de la FIFA de 2013. En 2016, à la demande d'une grande partie du public rajaoui, il décide de quitter le club à la fin de la saison 2016 en laissant sa place à l'homme politique Said Hasbane.
Le 26 mai 2023, Mohamed Boudrika est de nouveau élu président du Raja CA lors de l'assemblée générale extraordinaire tenue à l'Académie du club à Bouskoura. Il était en lice pour la présidence contre Said Hasbane et a récolté 117 voix contre 45.

### Carrière politique
Mohamed Boudrika rejoint le Rassemblement national des indépendants (RNI) après l'arrivée d'Aziz Akhennouch à la tête du parti.
Depuis les élections de 2021, il est député au sein de la Chambre des Représentants et le Président de l'arrondissement Mers Sultan de la commune de Casablanca. Au parlement, il est membre de la Commission des Affaires Sociales 

## Affaires judiciaires

### Effondrement en 2016
En 2016, l'immeuble Les Perles de Californie à Casablanca, construit par son groupe s'effondre, faisant 2 morts et 3 blessés.

### Scandale des billets du mondial
En tant que vice-président de la fédération marocaine de football, il a été mis en cause en décembre 2022 pour une revente de billets pour assister aux matchs de football du Maroc. L'affaire a entrainé l'annulation de nombreux vols et des incidents avec la police Qatarie. Mohamed Boudrika aurait distribué un nombre important de billets à des proches, mais aussi à des membres du RNI .
De son côté, l’intéressé rejette toutes ces accusations. Il affirme que la FRMF aurait réceptionné deux lots : un premier de 6 000 billets remis immédiatement aux supporters au stade sud (Al-Janoub), et un deuxième lot de 1 000 tickets que les agents de l’ambassade présents à l’aéroport international de Doha, étaient censés remettre aux fans venant de Casablanca .

### Arrestation en Allemagne
Visé par un mandat d'arrêt international par les autorités marocaines, il est arrêté en Allemagne le 16 juillet 2024. Dans une décision datée du 26 février 2025, le tribunal régional supérieur de Hambourg a jugé recevable la demande d’extradition de Mohamed Boudrika vers le Maroc et a ordonné son maintien en détention.
Le 24 avril 2025, l’extradition de Mohamed Boudrika a eu lieu. Ce dernier est arrivé sur le territoire marocain, où il a été remis aux autorités marocaines à l’aéroport Mohammed V de Casablanca, Il a été escorté à la prison Oukacha de Casablanca où il passera sa première nuit.

### Articles
- Arrondissement Mers Sultan
- Commune de Casablanca
- Rassemblement National des Indépendants
- Raja Club Athletic